# Biała Wieża (Hradec Králové)

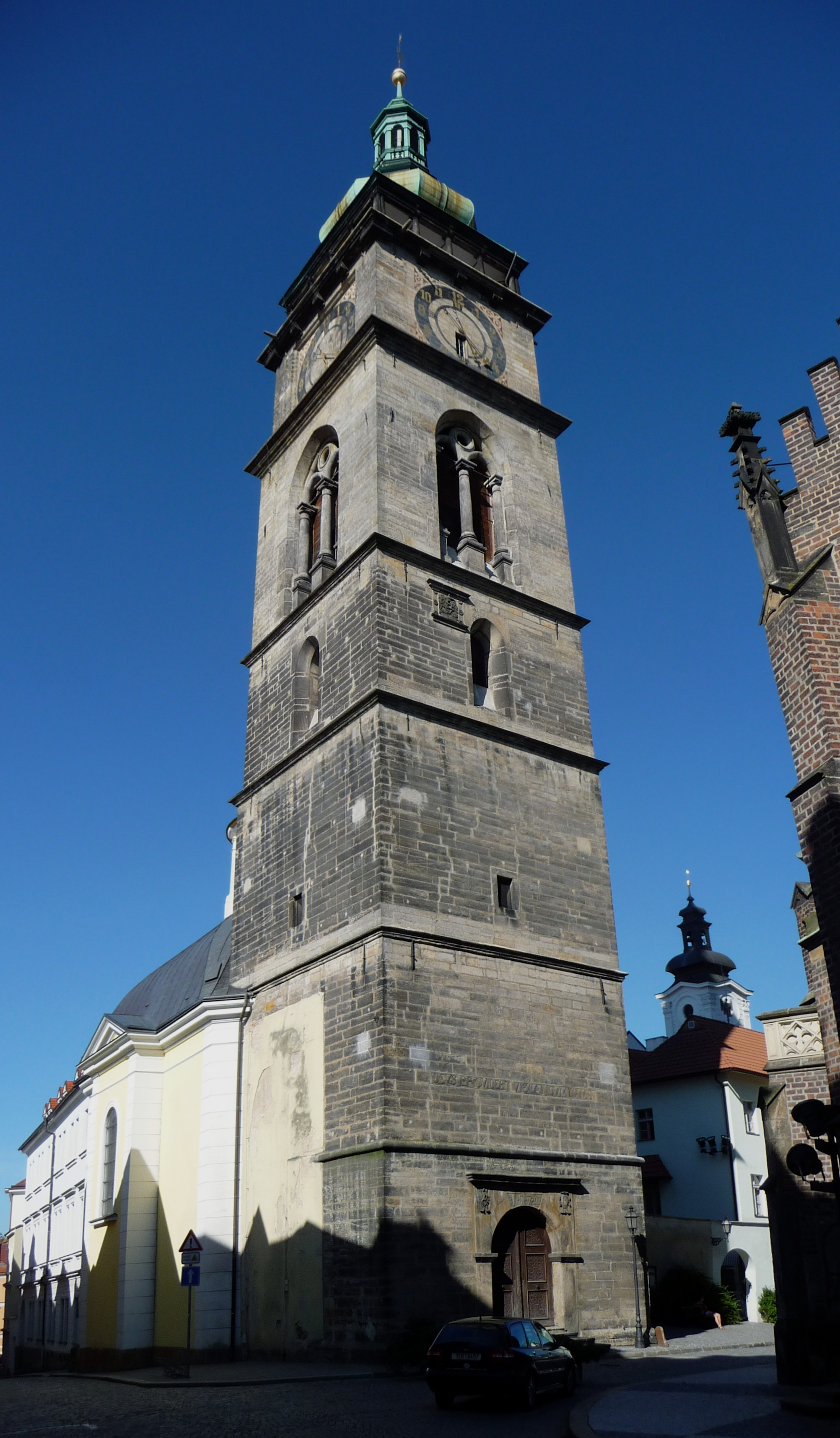
Biała Wieża

Biała Wieża (czeski: Bílá věž) – najwyższy budynek, górujący nad miastem Hradec Králové w Czechach. Znajduje się w samym centrum miasta, w południowo-zachodniej części Velkého náměstí (Plac Wielki, ulica Franušova 1), na wysokości 244 m nad poziomem morza. Ta 72 m wysokości renesansowa wieża, wybudowana została w 1574 roku z inicjatywy mieszkańców. Na szczyt wieży prowadzi 233 stopni schodowych. Materiałem budowlanym został piaskowiec hořický. 
Z galerii widokowej wieży rozciąga się niepowtarzalny widok nie tylko na Hradec Králové, ale także na odległe szczyty Karkonoszy i Gór Orlickich. W ostatnich latach wieża powróciła jako miejsce wystaw i stała się centrum turystyki i wydarzeń kulturalnych. W Białej Wieży mieści się drugi co do wielkości i wagi dzwon w Czechach – dzwoń Augustin.